# جدعون حيرام هوليستر
جدعون حيرام هوليستر (بالإنجليزية: Gideon Hiram Hollister)‏ (1817 - 1881)؛ مؤرخ، سياسي، شاعر وروائي أمريكي.